# RTFDC1
RTFDC1‏ (Replication termination factor 2) هوَ بروتين يُشَفر بواسطة جين RTFDC1 في الإنسان.